# Línea Plata (Metro de Washington)
El Proyecfto Dulles Corridor Metrorail, informalmente conocido como la línea Plata por su color en los mapas de planeamiento, es una extensión del Metro de Washington, actualmente en construcción, consiste de 29 estaciones desde la Ruta 772 en el condado de Loudoun, Virginia, hasta Stadium-Armory en Washington D. C., Estados Unidos. En los planes actuales, las estaciones estarán ubicadas en los condados de Loudoun, Fairfax y Arlington en Virginia, y el Distrito de Columbia. 18 estaciones serán compartidas con la línea Naranja, incluyendo todas las trece compartidas con la línea Naranja y la  línea Azuls desde Rosslyn hasta Stadium-Armory.

## Estaciones
- Route 772
- Route 606
- Aeropuerto Internacional Dulles
- Route 28
- Herndon-Monroe
- Reston Parkway
- Avenida Wiehle
- Wolf Trap (provisional)
- Tysons West
- Tysons Central 7
- Tysons Central 123
- Tysons East
- East Falls Church (la línea Naranja se une en las mismas vías)
- Ballston–MU
- Virginia Square-GMU
- Clarendon
- Court House
- Rosslyn (la línea Azul se une en las mismas vías)
- Foggy Bottom-GWU
- Farragut West
- McPherson Square
- Metro Center (transferencia a la línea Roja)
- Federal Triangle
- Smithsonian
- L'Enfant Plaza (transferencia a la línea Amarilla y la  línea Verde)
- Federal Center SW
- Capitol South
- Eastern Market
- Avenida Potomac
- Stadium-Armory (las líneas Azul y Amarilla continúan, mientras que los trenes de la línea Plata terminan en las vías aquí.[1] al este de la estación)